# Hydractinia symbiolongicarpus
Hydractinia symbiolongicarpus is een hydroïdpoliep uit de familie Hydractiniidae. De poliep komt uit het geslacht Hydractinia. Hydractinia symbiolongicarpus werd in 1989 voor het eerst wetenschappelijk beschreven door Buss & Yund. 